# عند بوابة الخلود (فلم)
عند بوابة الخلود (بالإنجليزية: At Eternity's Gate)، فيلم دراما عن اخر أيام الرسام الهولندي فينسنت فان غوخ.الفيلم من إخراج جوليان شنابل وكتابة شنابل وجان كلود كاريير.الفيلم من بطولة ويليم دافو، روبرت فيرند، أوسكار إسحاق، مادس ميكلسن، ماثيو امالريك، إيمانويل سينيهونيلز أريستراب.
يحمل الفيلم اسم اللوحة التي رسمها الفنان الهولندي قبل وفاته بأيام في العام 1890، وهو يتناول رحلة الرسام نحو جنوب فرنسا، وتردده على المصحات النفسية، لينتهي بموته بعدها بعامين برصاصة في معدته، ولم يتجاوز حينها الـ 37 من العمر.
تم اختيار الفيلم ليعرض ضمن المسابقة الرئيسية في مهرجان البندقية السينمائي الخامس والسبعون. من المقرر عرض الفيلم يوم 16 نوفمبر 2018.

## طاقم العمل
- ويليم دافو بدور فينسنت فان غوخ.
- روبرت فيرند بدور ثيو فان جوخ
- مادس ميكلسن بدور كاهن
- ماثيو امالريك بدور بول غاشيت
- إيمانويل سينيه بدور امرأة من ارل / مدام جينو
- أوسكار إسحاق بدور بول غوغان

## روابط خارجية
- مقالات تستعمل روابط فنية بلا صلة مع ويكي بيانات